# Kalidou Koulibaly
Kalidou Koulibaly, född 20 juni 1991 i Saint-Dié-des-Vosges, Frankrike, är en senegalesisk fotbollsspelare som spelar som mittback för saudiska Al-Hilal. Han representerar även Senegals landslag.

## Klubbkarriär
Den 16 juli 2022 värvades Koulibaly av Chelsea, där han skrev på ett fyraårskontrakt.
Den 25 juni 2023 värvades Koulibaly av saudiska Al-Hilal.